# Benzofuran
El benzofuran o cumarona és un compost heterocíclic constituït per dos anells, un de benzè i un altre de furan, units per un costat de manera que l'oxigen del furan està situat en la posició més propera al benzè. La seva fórmula molecular és {\displaystyle {\ce {C8H6O}}}.
És una substància oliosa aromàtica que bull a 174 °C, insoluble en aigua i soluble en els solvents orgànics comuns. És obtingut dels olis lleugers del quitrà d’hulla. Presenta potents propietats biològiques com ara antifúngiques, bactericides, antivirals, antiinflamatòries, i es presenta àmpliament en diversos compostos naturals i sintètics actius. Els benzofurans substituïts troben aplicacions com sensors fluorescents, oxidants, en la síntesi de fàrmacs i en altres camps de la química i l'agricultura. Per reducció dona el 2,3-dihidrobenzofurà (cumarà). És la base per a obtenir les resines de cumarona-indè.

## Història
El benzofuran fou sintetitzat per primera vegada per part del químic alemany Rudolf Fittig (1835–1910) el 1883. El 1890 G. Kraemer i A. Spilker l'aïllaren del quitrà d'hulla juntament amb l'indè. També trobaren que aquests composts es podien polimeritzar mitjançant tractament amb àcid sulfúric i suggeriren l'ús de les resines obtingudes en vernissos.

## Propietats
El benzofuran a temperatura ambient és un líquid oliós de coloració groc pàl·lid i d'olor aromàtica. El punt de fusió el té per sota els –18 °C i el d'ebullició a 174 °C. La seva densitat a 25 °C és d'1,091 g/cm³ i presenta, a la mateixa temperatura, una pressió de vapor de 44 mmHg. El seu índex de refracció és d'1,565 a 22,7 °C. És insoluble en aigua i solucions alcalines aquoses i miscible amb benzè, èter de petroli, alcohol absolut i dietilèter. Presenta un punt d'inflamació de 56 °C.

## Aplicacions
El benzofuran només s'empra per a obtenir la resina cumarona-indè. La fracció del destil·lat de quitrà d'hulla que conté un 30 % d'indè, un 15 % de benzofuran i un 5 % d'estirè s'empra per obtenir la resina. Aquesta resina és resistent a la corrosió i s'empra per fabricar pintures i vernissos. És resistent a l'aigua i s'empra per recobriments de paper. També s'empra com adhesiu en envasos d'aliments.